# Daniel Tabera
Daniel Tabera del Pino (Valencia, 25 de diciembre de 1977) es un artista marcial mixto español que actualmente compite en la categoría de peso wélter.

## Carrera de artes marciales mixtas

### Konfrontacja Sztuk Walki
En su primer combate con la promoción polaca, Tabera se enfrentó a Mamed Khalidov el 13 de septiembre de 2008. El combate finalmente acabó en empate. 
El 7 de mayo de 2010, Tabera volvió a la promoción y se enfrentó a Grigor Ashughbabyan y Attila Vegh en la misma noche, donde derrotó a ambos por decisión y sumisión respectivamente.
El 18 de septiembre de 2010 fue derrotado por Jan Błachowicz excampeon peso semipesado de la UFC en KSW 14 por parón del equipo.

### Últimos combates
Tabera se enfrentó al excampeón del título de peso semipesado de UFC Glover Teixeira el 4 de diciembre de 2010 en Bitetti Combat 8: 100 Years of Corinthians. Tabera perdió la pelea por decisión unánime.
El 9 de junio de 2012, Tabera se enfrentó a Enoc Solves Torres en Almogavers: The Chance 3. Tabera ganó la pelea por nocaut en la tercera ronda.
Tras un parón de más de dos años, Tabera volvió al deporte como peso wélter (antes semipesado) y se enfrentó a Ilya Doderkin el 15 de agosto de 2014 en M-1 Challenge 50: Battle on Neva. Tabera ganó la pelea por decisión dividida.
El 17 de octubre de 2014, Tabera se enfrentó a Murad Abdulaev en M-1 Challenge 52: Battle of Narts. Tabera perdió la pelea por nocaut técnico en la segunda ronda.
Tabera se enfrentó a Gilberto Galvão el 29 de noviembre de 2014 en AFL 2. Tabera perdió la pelea por decisión dividida.
El 3 de julio de 2015, Tabera se enfrentó a Rashid Dagaev en M-1 Challenge 59: Battle of Nomads 5. Tabera perdió la pelea por decisión unánime.

## Récord en artes marciales mixtas
| Resultado | Récord | Oponente              | Método                       | Evento                                     | Fecha                    | Ronda | Tiempo | Localización                | Notas |
| --------- | ------ | --------------------- | ---------------------------- | ------------------------------------------ | ------------------------ | ----- | ------ | --------------------------- | ----- |
| Derrota   | 18–8–3 | Rashid Dagaev         | Decisión (unánime)           | M-1 Challenge 59: Battle of Nomads 5       | 3 de julio de 2015       | 3     | 5:00   | Astaná                      |       |
| Derrota   | 18–7–3 | Gilberto Galvão       | Decisión (dividida)          | AFL 2                                      | 29 de noviembre de 2014  | 3     | 5:00   | Fuenlabrada                 |       |
| Derrota   | 18–6–3 | Murad Abdulaev        | TKO (golpes)                 | M-1 Challenge 52: Battle of Narts          | 17 de octubre de 2014    | 2     | 2:10   | Nazrán                      |       |
| Victoria  | 18–5–3 | Ilya Doderkin         | Decisión (dividida)          | M-1 Challenge 50: Battle on Neva           | 15 de agosto de 2014     | 3     | 5:00   | San Petersburgo             |       |
| Victoria  | 17–5–3 | Enoc Solves Torres    | KO (golpe)                   | Almogavers: The Chance 3                   | 9 de junio de 2012       | 3     | 1:26   | Barcelona                   |       |
| Derrota   | 16–5–3 | Glover Teixeira       | Decisión (unánime)           | Bitetti Combat 8: 100 Years of Corinthians | 4 de diciembre de 2010   | 3     | 5:00   | São Paulo                   |       |
| Derrota   | 16–4–3 | Ricco Rodríguez       | Decisión (unánime)           | Israel Fighting Championship: Genesis      | 9 de noviembre de 2010   | 3     | 5:00   | Tel Aviv                    |       |
| Derrota   | 16–3–3 | Jan Błachowicz        | TKO (parada del equipo)      | KSW 14                                     | 18 de septiembre de 2010 | 2     | 4:19   | Lodz                        |       |
| Victoria  | 16–2–3 | Attila Vegh           | Sumisión (kneebar)           | KSW 13                                     | 7 de mayo de 2010        | 1     | 4:57   | Voivodato de Silesia        |       |
| Victoria  | 15–2–3 | Grigor Ashughbabyan   | Decisión (mayoritaria)       | KSW 13                                     | 7 de mayo de 2010        | 2     | 5:00   | Voivodato de Silesia        |       |
| Victoria  | 14–2–3 | Kevin Thompson        | Sumisión (guillotine choke)  | Bushido Challenge 1: War of the Warriors   | 13 de diciembre de 2009  | 1     | 4:09   | Norwich                     |       |
| Victoria  | 13–2–3 | Alexei Belyaev        | Decisión (unánime)           | Draka: Governor's Cup 2009                 | 7 de noviembre de 2009   | 3     | 3:00   | Krai de Jabárovsk           |       |
| Derrota   | 12–2–3 | Jared Hess            | Sumisión (rear-naked choke)  | Bellator 3-4                               | 17 de abril de 2009      | 1     | 2:34   | Norman, Oklahoma            |       |
| Empate    | 12–1–3 | Mamed Khalidov        | Empate                       | KSW                                        | 13 de septiembre de 2008 | 3     | 3:00   | Dąbrowa Górnicza            |       |
| Victoria  | 12–1–2 | Vyacheslav Vasilevsky | Decisión (unánime)           | FOL: Team Europe vs. Team Russia           | 29 de agosto de 2008     | 3     | 5:00   | Perm                        |       |
| Victoria  | 11–1–2 | Kamil Uygun           | TKO (golpes)                 | M-1 Challenge 3: Gran Canaria              | 31 de mayo de 2008       | 2     | 1:58   | Gran Canaria                |       |
| Victoria  | 10–1–2 | Mikhail Zayats        | Sumisión (rear-naked choke)  | M-1: Fedor Emelianenko Cup                 | 15 de mayo de 2008       |       |        | Rusia                       |       |
| Derrota   | 9–1–2  | Roman Zentsov         | Decisión                     | M-1 Challenge 2: Russia                    | 3 de abril de 2008       | 2     | 5:00   | San Petersburgo             |       |
| Victoria  | 9–0–2  | Ken Sparks            | Sumisión (rear-naked choke)  | CW 10: Braveheart                          | 15 de marzo de 2008      | 1     |        | Glasgow                     |       |
| Victoria  | 8–0–2  | Vitalius Shemetov     | Sumisión (rear-naked choke)  | Shooto Belgium: Encounter the Braves       | 15 de diciembre de 2007  | 1     | 4:45   | Charleroi                   |       |
| Victoria  | 7–0–2  | Bryan Rafiq           | Decisión (mayoritaria)       | MARS 5: Marching On                        | 28 de octubre de 2006    | 2     | 5:00   | Tokio                       |       |
| Victoria  | 6–0–2  | Ryuhei Sato           | Decisión (unánime)           | MARS 5: Marching On                        | 28 de octubre de 2006    | 2     | 5:00   | Tokio                       |       |
| Victoria  | 5–0–2  | Myung Ho-bae          | Sumisión (north-south choke) | MARS 4: New Deal                           | 26 de agosto de 2006     | 3     | 0:57   | Tokio                       |       |
| Victoria  | 4–0–2  | Ron Faircloth         | Decisión (unánime)           | Euphoria: USA vs. World                    | 26 de febrero de 2005    | 3     | 5:00   | Atlantic City, Nueva Jersey |       |
| Empate    | 3–0–2  | Gilbert Yvel          | Empate                       | M-1: Russia vs. the World 7                | 5 de diciembre de 2003   | 1     | 10:00  | San Petersburgo             |       |
| Victoria  | 3–0–1  | Sergey Kaznovsky      | Decisión (unánime)           | M-1: Russia vs. the World 6                | 10 de octubre de 2003    | 1     | 10:00  | Moscú                       |       |
| Victoria  | 2–0–1  | Alexandr Garkushenko  | TKO (golpes)                 | M-1: Russia vs. the World 4                | 15 de noviembre de 2002  | 1     | 9:50   | San Petersburgo             |       |
| Victoria  | 1–0–1  | Tony Zamora           | TKO (lesión)                 | UC 3: Warriors Quest                       | 8 de septiembre de 2002  | 2     | 0:10   | Chippenham                  |       |
| Empate    | 0–0–1  | Alexandr Garkushenko  | Empate                       | M-1: Russia vs. the World 3                | 26 de abril de 2002      | 2     | 5:00   | San Petersburgo             |       |